# Franz Josef Görtz
Franz Josef Görtz (* 18. Juli 1947 in Aachen; † 25. Dezember 2017) war ein deutscher Journalist, Redakteur und Schriftsteller.

## Leben
Franz Josef Görtz schloss im November 1966 in Aachen seine Schulzeit mit dem Abitur am Kaiser-Karls-Gymnasium ab. Es folgte ein Studium der Germanistik und Philosophie, Mathematik und Physik. Im Jahr 1977 promovierte Görtz mit der Arbeit Günter Grass, zur Pathogenese eines Markenbilds. Die Literaturkritik d. Massenmedien 1959–1969; eine Untersuchung mit Hilfe datenverarbeitender Methoden (veröffentlicht im Anton Hain Verlag in Meisenheim 1978, 383 Seiten) an der RWTH Aachen. Es folgte ein Volontariat bei den Aachener Nachrichten (1968–1970) sowie eine Tätigkeit als Assistent des Leiters der Bischöflichen Studienförderung Cusanuswerk Bonn (1977–1979), Karl Delahaye (Leiter: 1972–1981).
Seit 1980 war Görtz bei der Frankfurter Allgemeinen Zeitung als Literaturredakteur beschäftigt und in dieser Stellung einer der engsten Mitarbeiter von Marcel Reich-Ranicki. Görtz war ferner Redakteur des F.A.Z.-Magazins, Herausgeber der Werke von Erich Kästner und Friedrich Dürrenmatt und hatte mehrere Gastprofessuren in den USA, an der Washington University in St. Louis/Missouri und an der Brigham Young University in Provo/Utah.
Darüber hinaus gehörte Görtz der Preisträgerjury des Deutschen Hörbuchpreises an.

## Werke
- Günter Grass – Dokumente zur politischen Wirkung, Hg. Heinz Ludwig Arnold / Franz Josef Görtz, Edition Text & Kritik, München, 1971, weitere Auflage 1984.
- „Die Blechtrommel“. Attraktion und Ärgernis. Ein Kapitel deutscher Literaturkritik. Sammlung Luchterhand, Darmstadt 1984, ISBN 978-3-630-61544-8.
- Günter Grass. Auskunft für Leser. Hrsg. von Franz Josef Görtz. Sammlung Luchterhand, Darmstadt 1984.
- Innenansichten. Über Literatur als Geschäft. Athenäum, Königstein 1987, ISBN 978-3-610-08452-3.
- Friedrich Dürrenmatt: Gesammelte Werke in sieben Bänden. Hrsg. von Franz Josef Görtz. Diogenes, Zürich 1991.
- Literatur und Telefon. Ein Lockruf. Eggingen, Edition Isele (Parerga 13) o. J. [1994].
- Stiefelknechte und Pantoffelhelden. Poetisches Schuhwerk. Hrsg. von Franz Josef Görtz. Insel, Frankfurt a. M. 1995, ISBN 3-458-33399-1.
- Erich Kästner, Werke in neun Bänden. Franz Josef Görtz (Hrsg.), Erich Kästner, Walter Trier. Carl Hanser Verlag, München 1998, ISBN 978-3-446-19563-9.
- Telefonieren (Kleine Philosophie der Passionen). dtv, München, 1999.
- Das Bärenbuch, herausgegeben zusammen mit Hans Sarkowicz. Originalausgabe dtv, München, 2000, ISBN 3-423-20375-7.
- Bernd Hiepe, Erasmus Schröter, Franz-Josef Görtz: Das andere Traktorbuch. Landmaschinenmarke Eigenbau aus der DDR. Hannover 2000.
- Heinz Rühmann 1902–1994. Der Schauspieler und sein Jahrhundert. Hrsg. von Franz Josef Görtz, Hans Sarkowicz. C.H. Beck, München 2001, ISBN 978-3-406-48163-5.[5]
- Erich Kästner: Eine Biographie. Gemeinsam mit Hans Sarkowicz. Piper, München 2003, ISBN 978-3-492-23760-4.
- Fabelhaft! Aber falsch! Marcel Reich-Ranicki in Anekdoten. Franz Josef Görtz,  3. Auflage, DuMont, Köln 2010, ISBN 978-3-8321-9595-3.
- Straßen der Welt. Von Amsterdam bis Las Vegas (Reise-Hörbuch). 2013, ISBN 978-3-89843-268-9, 2 Audio-CDs, Gesamtspieldauer 2 Stunden 27 Minuten.[6]